# Bokvennen
Bokvennen Litterær Avis är en norsk litteraturtidskrift, som utges sedan 1989. Tidskriften grundades av Jan M. Claussen (död 2013), som var redaktör till 2004. 
Bokvennen Litterær Avis fick 2011 utmärkelsen Årets kulturtidskrift i Norden.